# Choh Hao Li
Choh Hao Li (auch Cho Hao Li, chin. 李卓皓; * 21. April 1913 in Guangzhou (Kanton), Republik China; † 28. November 1987) war ein chinesisch-US-amerikanischer Biochemiker. Li galt als führend auf dem Gebiet der Biochemie der Hormone der Adenohypophyse (Vorderteil der Hirnanhangsdrüse).

## Leben
Li war eines der zehn Kinder eines chinesischen Industriellen. Choh Hao Li erwarb 1933 an der Nanjing-Universität einen Bachelor und hielt dort auch Vorlesungen in Chemie, bevor er 1935 an die University of California, Berkeley (UCB) ging, um bei Thomas Dale Stewart einen Ph.D. zu erwerben. Dort heiratete Li seine Studienkollegin Shen-hwai Lu, die ihr Studium mit einem Master in Agrarwissenschaften abschloss. In Berkeley arbeitete Li als Postdoktorand bei Herbert Evans. 1942 wurde Li Lecturer, 1944 Assistant Professor und 1947 Associate Professor. 1949/50 ging er als Guggenheim Fellow zu Arne Tiselius an die Universität Uppsala und zu Fred Sanger und Rodney Porter an die University of Cambridge. Ab 1950 leitete Li das Labor für Hormonforschung an der UCB. 1957 nahm Li ein Sabbatical, um bei Robert Schwyzer in Basel Methoden der Peptidsynthese zu erlernen. Lis Nachfolger in Berkeley wurde 1967 William J. Rutter, als Li mit seinem Labor an die University of California, San Francisco (UCSF) wechselte, wo er bis zu seiner Emeritierung 1983 blieb. Bis zu seinem Tod 1987 leitete Li aber weiter das Labor für molekulare Endokrinologie an der UCSF.

## Wirken
Li konnte in über 1100 wissenschaftlichen Veröffentlichungen aus sechs Jahrzehnten grundlegende Erkenntnisse zur Biochemie, Verwandtschaft (innerhalb der gleichen Spezies und zwischen verschiedenen Spezies), Wirkung und Kreuzwirkung zahlreicher Peptidhormone gewinnen – insbesondere des Proopiomelanocortin-Komplexes.
Bereits bei Evans begann Li Methoden zu entwickeln, um Hormone der Adenohypophyse zu isolieren. 1940 gelang es Li Luteinisierendes Hormon (LH) zu isolieren. Adrenocorticotropin (Adrenocorticotropes Hormon, ACTH) konnte identifiziert und zumindest teilweise synthetisiert werden. Weitere Erfolge waren die Identifizierung und Reinigung von Somatropin (Growth Hormone, GH) (die Synthese gelang Li erst 1973), die Identifikation von β-Endorphin und die Identifizierung und Reinigung von Insulinähnlichem Wachstumsfaktor 1 (Insulin-like growth factor 1, IGF-1).
Li konnte darüber hinaus wichtige Beiträge zur frühen Protein- und Peptid-Chemie leisten.

## Auszeichnungen und Ehrungen (Auswahl)
- 1954 Amory Prize der American Academy of Arts and Sciences
- 1962 Albert Lasker Award for Basic Medical Research[1]
- 1963 Mitglied der American Academy of Arts and Sciences[2]
- 1970 AMA Scientific Achievement Award
- 1973 Mitglied der National Academy of Sciences
- 1981 Fred Conrad Koch Award
- 1982 Heyrovský-Medaille[3]
- 1987 Alan E. Pierce Award

Li erhielt zehn Ehrendoktorate, darunter der Katholischen Universität Chile, der Universität Hongkong und der Universität Uppsala. Li wurde wenigstens 10-mal für den Nobelpreis für Chemie und zweimal für den Nobelpreis für Physiologie oder Medizin nominiert. An der UCSF und der Academia Sinica werden jährlich Vorlesungen zur Erinnerung an Choh Hao Li gehalten.